# E3 (Maleisië)

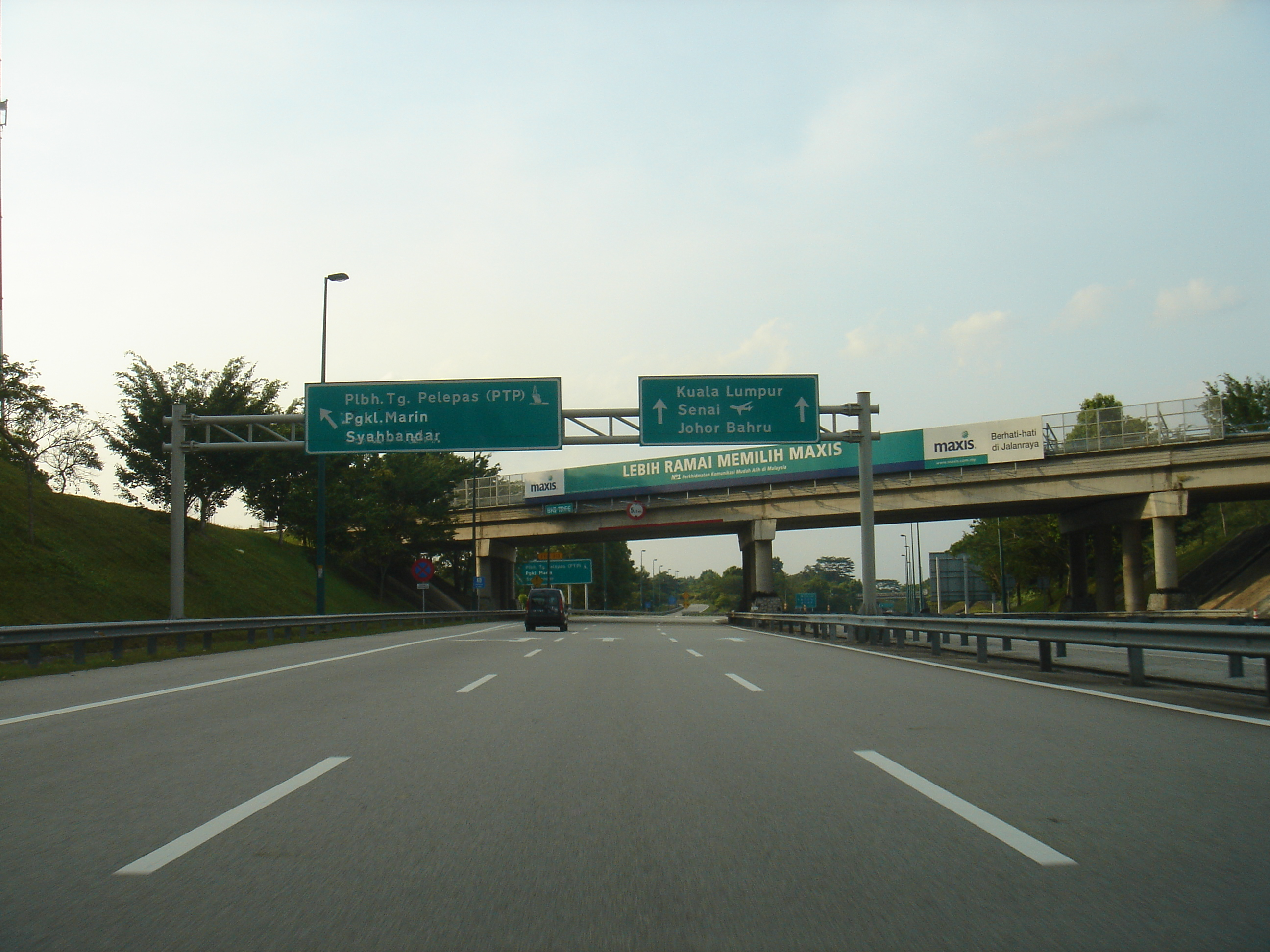
De E3

De E3 of Lebuhraya Hubungan Kedua (Second Link Expressway) is een autosnelweg in Johor in Maleisië. De snelweg is 47 kilometer lang en verbindt Maleisië met Singapore. De E3 werd aangelegd tussen 1994 en 1997.
E1 ·
E2 ·
E3 ·
E4 ·
E5 ·
E6 ·
E7 ·
E8 ·
E9 ·
E10 ·
E11 ·
E12 ·
E13 ·
E14 ·
E15 ·
E16 ·
E17 ·
E18 ·
E19 ·
E20 ·
E21 ·
E22 ·
E23 ·
E24 ·
E25 ·
E26 ·
E27 ·
E28 ·
E29 ·
E30 ·
E31 ·
E32 ·
E33 ·
E35 ·
E36 ·
E37 ·
E38 ·
E39 ·